# Hipercàrrega feble
En física de partícules, la hipercàrrega feble és un nombre quàntic que relaciona la càrrega elèctrica i la tercera component de l'isoespín feble, seguint la idea original de la hipercàrrega de la interacció forta (que, en canvi, no és conservada per les interaccions febles). És una quantitat conservada per la interacció electrofeble (només estan permesos al Lagrangià termes que són globalment neutres en hipercàrrega feble). Es denota sovint com a YW i és el nombre quàntic corresponent a la simetria de gauge U(1).
La hipercàrrega feble és el generador de la component U(1) del grup de gauge electrofeble, SU(2)×U(1), i el seu camp quàntic associat B es barreja amb el camp W3 per a produir els bosons de gauge Z (responsable dels corrents febles neutres) i el fotó (partícula mitjancera de l'electrodinàmica quàntica).
La hipercàrrega feble, normalment denotada amb el símbol YW, satisfà la igualtat:
{\displaystyle \qquad Q=T_{3}+{Y_{\rm {W}} \over 2}}
on Q és la càrrega elèctrica (en unitats de càrrega elemental) i T₃ la tercera component de l'isoespín feble. Reorganitzant els termes, la hipercàrrega feble és explícitament definida com a:
{\displaystyle \qquad Y_{\rm {W}}=2(Q-T_{3})}
|         | esquerrà   | càrrega elèctrica Q | isoespín feble T₃ | hipercàrrega feble YW | dretà                                    | càrrega elèctrica Q                      | isoespín feble T₃                        | hipercàrrega feble YW                    |
| ------- | ---------- | ------------------- | ----------------- | --------------------- | ---------------------------------------- | ---------------------------------------- | ---------------------------------------- | ---------------------------------------- |
| Leptons | νe, νμ, ντ | 0                   | +1/2              | −1                    | No interaccionen (existència hipotètica) | No interaccionen (existència hipotètica) | No interaccionen (existència hipotètica) | No interaccionen (existència hipotètica) |
| Leptons | e−, μ−, τ− | −1                  | −1/2              | −1                    | e−R, μ−R, τ−R                            | −1                                       | 0                                        | −2                                       |
| Quarks  | u, c, t    | +2/3                | +1/2              | +1/3                  | uR, cR, tR                               | +2/3                                     | 0                                        | +4/3                                     |
| Quarks  | d, s, b    | −1/3                | −1/2              | +1/3                  | dR, sR, bR                               | −1/3                                     | 0                                        | −2/3                                     |

Les assignacions d'hipercàrrega feble en el Model Estàndard són determinades, fins a una ambigüitat doble, exigint l'anul·lació de totes les anomalies.

## Nombres bariònic i leptònic
La hipercàrrega feble està relacionada amb el nombre bariònic menys nombre leptònic (B − L) via:
{\displaystyle X+2Y_{\rm {W}}=5(B-L)\,}
on X és un nombre quàntic conservat associat a la gran-unificació (GUT). Com que la hipercàrrega feble és sempre conservada, dins del Model Estàndard i la majoria de les seves extensions, el nombre de barions menys el de leptons (B − L) és també conservat sempre per les interaccions. Per exemple:
- La desintegració del neutró (desintegració beta)

n → p + e− + νe
conserva el nombre bariònic B i nombre leptònic L per separat i, per tant, també la diferència B − L és conservada.
- La desintegració del protó és una predicció de moltes teories de gran unificació:

p+ → e+ + π0 → e+ + 2γ
que també conserva B − L, encara que violi individualment la conservació de nombre leptonic i nombre bariònic.